# Партия прогресса и социализма
Партия прогресса и социализма (араб. حزب التقدم والاشتراكية‎, фр. Parti du progrès et du socialisme, PPS, ППС; Хизб ат-Такаддум ва-ль-Иштиракия) — левая политическая партия Марокко.
В социальной и политической сфере партия в своей программе придерживалась первоначально идей марксизма и научного социализма, в настоящее время — арабского и демократического социализма, её цель — построение общества подлинной социальной справедливости, в котором не будет места эксплуатации.
В программных документа отмечено, что ППС является революционным авангардом марокканского рабочего класса и беднейшего крестьянства.
Программные задачи ППС — борьба за национальный суверенитет, упрочение независимости, территориальной целостности Марокко, разоблачение происков империализма и неоколониализма, расширение демократических свобод. ППС выступает за национальный союз всех патриотических прогрессивных сил в рамках широкого национального антиимпериалистического антифеодального фронта.

## История
Создана в августе 1974 года на базе запрещённой Партии освобождения и социализма, которая в свою очередь восходила к Марокканской коммунистической партии (в том же году легализирована). Инициатором создания партии был бывший первый секретарь ЦК МКП Али Ята. Состоявшийся в феврале 1975 года национальный съезд ППС принял программу и избрал руководящие органы партии.
Согласно уставу, ППС строится на принципах демократического централизма. Высший орган — национальный съезд партии, который избирает ЦК и Центральную контрольную комиссию. Генеральным секретарем партии был избран Али Ята.
Печатные органы партия — журнал «Аль-Мабади» («Принципы», на арабском) и газета «Аль-Баян» («Манифест», на арабском и французском).

## Участие в парламентских выборах
Уже на парламентских выборах 1977 года ППС попала в парламент с двумя депутатами. В мае 1992 был образован «Демократический блок» («Кутла»), объединивший пять партий левой ориентации: Истикляль (Партия независимости), Социалистический союз народных сил, Национальный союз народных сил, Организацию народно-демократического действия и Партию прогресса и социализма. Блок потребовал проведения «глубоких конституционных реформ», однако король категорически отказывался от любого ограничения собственной власти.
Парламентские выборы в ноябре 1997 принесли убедительную победу оппозиции. Блок «Кутла», в который входили Социалистический союз народных сил (ССНС), Истикляль, Организация народно-демократического действия и Партия возрождения и прогресса, собрали 34,3 % голосов и получили 102 из 325 мест в Национальном собрании.
На выборах в 2002 году в составе трехсторонней коалиции из партий Истикляль (Партия независимости) и Социалистического союза народных сил смогла получить 11 мест (из 325).
По результатам следующих выборов (2007) количество представителей партии в парламенте увеличилось до 17 мандатов, продолжая входит в коалицию (во главе с избранным премьер-министром Марокко Аббасом Эль-Фасси), что позволило занять место в правительстве.
На парламентских выборах в Марокко в 2011 году Партия прогресса и социализма вошла в левую коалицию с двумя партиями (Социалистический союз народных сил и Фронтом демократических сил) и завоевала 18 мест в парламенте. Партия вошла в правительственную коалицию.